# Commonwealth (zajednica država)
Commonwealth (eng. Commonwealth of Nations, ili kraće Commonwealth; slobodno prevedeno Zajednica nacija) je zajednica država od kojih je većina nekoć bila dio Britanskog Carstva. Te države danas tvore zajednicu gospodarske i političke suradnje. 
Zajednicu država Commonwealth ne treba brkati s Krunskim zemljama Commonwealtha. 
Ovaj naziv također rabi i Australija u svom službenom nazivu svoje federacije: "Commonwealth of Australia". 
Druge zemlje također imaju commonwealth u svom nazivlju: Bahami i Dominika. 
Naziv Commonwealth prvi je upotrijebio Oliver Cromwell 1649. godine.
Ova zajednica danas broji 54 članice.

## Vanjske poveznice
- Stranica Commonweltha
- The Commonwealth Secretariat
- The Commonwealth Institute, London